# Хуан де Савала
Хуан де Савала-і-де ла Пуенте, 1-й маркіз Сьєрра-Бульйонес, 5-й маркіз Торребланка, 3-й маркіз ла Пуенте-і-Сотомайор, 6-й граф Вільясеньйор (ісп. Juan de Zavala y de la Puente; 27 грудня 1804—29 грудня 1879) — іспанський політик перуанського походження, голова уряду Першої республіки 1874 року.